# Cornelius Van Til
Cornelius Van Til (3 de maio de 1895 – 17 de abril de 1987), nascido em Grootegast, Holanda, foi um filósofo cristão, apologista pressuposicional, e teólogo reformado.

## Biografia
Cornelius Van Til foi o sexto de oito filhos de Ite e Klazina Van Til. Em 1905, Kornelius Van Til (grafia holandesa de seu nome) imigrou para os Estados Unidos junto com seus pais e irmãos. Ele cresceu auxiliando na fazenda da família, em Highland, estado de Indiana. Estudou no Calvin Preparatory School, onde se preparou para o seminário, e entrou no Calvin Seminary.
Após se graduar, em 1922 (A.B.), Van Til se transferiu para o Princeton Seminary, onde se formou Theological Bachelor em 1924. Seu orientador no seminário, C. W. Hodge Jr., era neto de Charles Hodge e o successor de Benjamin B. Warfield. Van Til venceu os concursos de artigos estudantis tanto no ano de 1923 (sobre o mal teodiceia) e 1924 (sobre a vontade e suas relações teológicas). Ele conquistou o título de Th.M. em teologia sistemática em 1925, com sua dissertação sobre epistemologia reformada. Casou-se no mesmo ano com Rena Klooster. Em 1927, a University of Princeton concedeu a ele o título de Ph.D. em filosofia por uma dissertação sobre Deus e o absoluto.
Entre 1927 e 1928, ele pastoreou a igreja de Spring Lake, no Michigan, como pastor da Christian Reformed Church americana, em seu único pastorado. No ano escolar de 1928-1929, lecionou Apologética no Princeton Seminary. De lá se demitiu em protesto a certas mudanças ideológicas e teológicas impostas pela PCUSA (a quem Princeton pertencia), juntamente com três outros professores: Robert Dick Wilson, Oswald T. Allis, e J. Gresham Machen.
Foi um dos professores fundadores do Westminster Seminary, em setembro de 1929, onde lecionou Apologética até sua aposentadoria, em 1974, quando então ficou como professor emérito. Ele ainda foi agraciado com o título de professor honorário da Universidade de Debrecen, Hungria, concedido a ele em 1938; o título de Th.D. (honoris causa) da Universidade de Potchefstroom, África do Sul; e o título de D.D. do Reformed Episcopal Seminary, na Filadélfia. Foi editor adjunto do Philosophia Reformata, um periódico voltado à filosofia calvinista. Ele também se afiliou à Orthodox Presbyterian Church em 1936, sendo pastor desta denominação até sua morte, em 1987.
Em Westminster, desenvolveu suas obras, primeiramente como apontamentos para aulas, depois como sillaby (apostilas) para os alunos, e, por fim, nas suas formas publicadas, tendo publicado 30 obras durante sua vida. Além dos livros publicados, disponibilizados até hoje pela Presbyterian & Reformed Publishing Co. nas principais livrarias teológicas dos Estados Unidos, é possível adquirir as obras completas de Van Til no CD-ROM The Works of Cornelius Van Til, de 1997 (ISBN 0-87552-461-3), no qual constam todos os artigos, apostilas e escritos do autor presentes na coleção Van Til Papers da biblioteca do Westminster Theological Seminary. Atualmente é possível adquirir a coletânea The Works of Cornelius Van Til como recurso do Logos Biblical software.

### Argumento transcendental
A substância do argumento transcendental de Van Til é que a doutrina da ontológica Trindade, que diz respeito às relações recíprocas das pessoas da Divindade entre si sem referência à relação de Deus com a criação, é o aspecto do caráter de Deus. Isso é necessário para a possibilidade de racionalidade. Rousas John Rushdoony escreve: "Todo o corpo dos escritos de Van Til é dado ao desenvolvimento deste conceito da Trindade ontológica e suas implicações filosóficas". A Trindade ontológica é importante para Van Til porque ele pode relacioná-la com o conceito filosófico do "concreto universal" e o problema dos problemas universais do um e dos muitos.
Para Van Til, a Trindade ontológica significa que a unidade e a diversidade de Deus são igualmente básicas. Isso contrasta com a filosofia não-cristã em que a unidade e a diversidade são vistas como separadas umas das outras:

Todo o problema do conhecimento tem sido constante de trazer um e outro juntos. Quando o homem parece sobre ele e dentro dele, ele vê que há uma grande variedade de fatos. A questão que surge de uma vez é se existe alguma unidade nesta variedade, se existe um princípio segundo o qual todas essas coisas aparecem e ocorrem. Todo o pensamento não-cristão, se utilizou a ideia de uma existência supramundana, usou essa existência supramundana como fornecendo apenas a unidade ou o  a priori ' 'Aspecto do conhecimento, embora tenha mantido que o aspecto' 'a posteriori' do conhecimento é algo que é fornecido pelo universo.

A unidade pura sem particularidade é um vazio, e a particularidade pura sem unidade é o caos. Frame diz que um vazio e um caos são "sem sentido em si mesmos e impossíveis de se relacionar uns com os outros. Como tal, as visões de mundo incrédulas sempre se reduzem a absurdos ininteligíveis. Esta é, essencialmente, a crítica de Van Til à filosofia secular (e sua influência na filosofia cristã) . "

### Principais Obras
- The Defense of Christianity and My Credo, de 1972, obra introdutória ao pensamento de Van Til;
- Jerusalem and Athens, de 1971, na verdade uma obra-tributo ao 75º aniversário do autor – mas que continha réplicas do próprio Van Til aos artigos lá contidos;
- The Defense of the Faith, cuja 3ª edição data de 1967, em que o autor sintetiza os pontos principais de seu pensamento – é também sua obra mais conhecida;
- The Reformed Pastor and Modern Thought, de 1971;
- A Survey of Christian Epistemology, de 1969, é a forma final dos escritos do autor sobre o tema que o acompanha desde sua dissertação de mestrado;
- A Christian Theory of Knowledge, ambas de 1969, uma expansão de The Defense of the Faith, em particular do capítulo sobre filosofia cristã do conhecimento;
- An Introduction to Systematic Theology, cuja última edição é de 1974, material preparado pelo autor quando ele dava aulas de teologia sistemática;
- Common Grace and the Gospel, de 1972.

### Livros sobre Van Til
- Van Til : defender of the faith : an authorized biography por William White, Jr
- Jerusalem & Athens: Critical Discussions on the Philosophy and Apologetics of Cornelius Van Til, um Festschrift editado por E.R. Geehan
- Cornelius Van Til: An Analysis of His Thought por John Frame
- Van Til’s Apologetic: Readings and Analysis por Greg Bahnsen
- For a Time Such as This: An Introduction to the Reformed Apologetics of Cornelius Van Til por Jim S. Halsey. (1976) Philadelphia, Penn : Presbyterian and Reformed.
- By what standard? : an analysis of the philosophy of Cornelius Van Til por Rousas John Rushdoony, (1959) Philadelphia, Penn : Presbyterian and Reformed (Reimpresso por Chalcedon Dec 2003)